# Бейчимо
„Бейчимо“ (на английски: Baychimo) е 1322-тонен товарен параход със стоманен корпус, построен през 1914 г. в Швеция.
Корабът е използван за търговия с кожи и плава до инуитските селища по бреговете на остров Виктория и Северозападната територия на Канада. Плавателният съд добива славата на призрачен кораб край бреговете на Аляска, след като през 1931 г. е изоставен от своя екипаж. Забелязван е нееднократно и по-късно, като последният път това се случва през 1969 г.

## Ранна история
„Бейчимо“ е спуснат на вода през 1914 г. под името „Ангерманелфвен“ от корабостроителницата Lindholmens (Lindholmens Mekaniska Verkstad A/B) в Гьотеборг, Швеция, за Baltische Reederei GmbH в Хамбург. Корабът е с дължина 70,1 m, задвижван е от парна машина с тройно задвижване и развива скорост от 10 морски възла (19 km/h). „Ангерманелфвен“ (кръстен е на името на шведската река Ангерман) се използва по търговските маршрути между Хамбург и Швеция до началото на Първата световна война през август 1914 г. След Първата световна война той е предаден на Обединеното кралство като част от германските репарации и е придобит от Компанията на Хъдсъновия залив през 1921 г. Преименуван е на „Бейчимо“ и е базиран в Ардросан, Шотландия. Извършва девет успешни пътувания до северното крайбрежие на Канада, посещавайки търговски пунктове и пренасяйки кожи.
На 21 юли 1928 г. „Бейчимо“ засяда на остров Пол в залива Камдън на северния бряг на Неорганизирана област в Аляска. Върнат е на вода още на следващия ден.